# Municipio de Santa Lucía Ocotlán
El municipio de Santa Lucía Ocotlán es uno de los 570 municipios en que se divide el estado mexicano Oaxaca. Se encuentra en el centro del estado y su cabecera es el pueblo de Santa Lucía Ocotlán.

## Geografía
El municipio limita al norte con el municipio de San Dionisio Ocotlán, al este con el municipio de Ocotlán de Morelos, al sur y suroeste con el municipio de San José del Progreso y al noroeste con el municipio de San Pedro Mártir.

### Clima y ecosistemas
En el pueblo no hay muchos árboles ni áreas verdes excepto en tiempos de lluvia ya que las
personas del pueblo cortan los árboles para utilizarlos como combustible para cocinar aunque
algunas personas tienen estufas, también se dedican al pastoreo de animales.
Es fácil encontrar árboles como los mezquites, huajales, huamuches y árboles con espinas
llamados huizaches.
En el campo habitan animales como los conejos, armadillos, los tlacuaches, zorrillos, ratas entreotros.
Hay varios tipos de serpientes como las corredoras que son cafés y son muy rápidas, las ratoneras que son grises, y la más peligrosa de todas es el coralillo es de cuatro colores que son: rojo, blanco, negro y amarillo esta serpiente es mortal si muerde su veneno podría matar.
Las principales aves son las tortolitas, chuparosas, sanates, palomas, gorriones, entre otras.
También gavilanes y zopilotes que comen carroña.

## Población
Según el Censo de Vivienda del 2010 realizado por el INEGI, Santa Lucía cunta con una población total de 3,604 habitantes de los cuales 1.615 son hombres y 1989 mujeres. El mismo censo señala que la población de tres años y más, que habla alguna lengua indígena, es de 2.840 personas de las cuales 1.237 son hombres y 1.603 son mujeres.

## Política
En el pueblo la autoridad máxima es el presidente municipal, después un sindico y cinco regidores.
El primer presidente según los registros del municipio fue Lázaro Cruz 1943-1945 y a la
fecha Bonifacio Santiago Sánchez 2008-2010